# الرابطة التقدمية (البرازيل)
الرابطة التقدمية كان حزباً سياسياً تابعاً لإمبراطورية البرازيل. لقد نشأ من الليبراليين المستائين من حكم حزب المحافظين، وكان مدعوماً من قبل بعض المحافظين المعارضين، مثل نابوكو دي أراوجو.
تم إطلاق الحزب رسميًا في 6 يونيو 1864 من قبل سيلفيرا موتا في مجلس الشيوخ، حيث تم حل الحزب في 16 يوليو 1868 من قبل الإمبراطور بيدرو الثاني. من بين أعضائه، برز شخصية المستشار زاكارياس دي جويس إي فاسكونسيلوس.
بالنسبة لخوسيه موريلو دي كارفالو،  سيطر الحزب التقدمي، كمجموعة سياسية منظمة وتصالحية، على المشهد السياسي بين 1862-1868. ظهر الحزب في عام 1862 وما تلاه من الحزب التقدمي، بعد ذلك بعامين، في عام 1864، وظل نشطًا حتى عام 1868، عندما انتهى بعد ذلك، مع سقوط ممثله الأكبر، زاكارياس دي جويس وفاسكونسيلوس. شكل جزء من أعضائه الحزب الليبرالي وانضم قسم آخر إلى الحزب الجمهوري الذي تأسس حديثًا (عام 1873).